# Felix Jaehn
Felix Kurt Jähn (sinh ngày 28 tháng 8 năm 1994), hay còn được biết đến với nghệ danh Felix Jaehn, là một DJ và nhà sản xuất thu âm người Đức chuyên về dòng nhạc Tropical.

## Tiểu sử
Jaehn sinh ra ở Hamburg và lớn lên ở Schönberg, gần Wismar ở Mecklenburg-Vorpommern, Đức. Anh theo học violin năm 5 tuổi và bắt đầu sự nghiệp DJ của mình năm 16. Jaehn sống ở London khoảng một năm, nơi anh theo học tại trường Cao đẳng Âm nhạc Point Blank năm 17 tuổi. Sau đó anh theo học trường Business Administration tại Humboldt-University ở Berlin.

## Sự nghiệp

### 2013–nay
Tháng 8 năm 2013, anh phát hành đĩa đơn đầu tay "Sommer am Meer". Tháng 11 năm 2014 anh phát hành đĩa đơn "Shine". Tháng 3 năm 2015, anh phát hành đĩa đơn "Dance with Me". Vào tháng 4 năm 2015, anh phát hành bản phối lại của Rufus và Chaka Khan cổ điển "Ain't Nobody" được làm lại từ "Ain't Nobody (Loves Me Better)" với giọng hát của Jasmine Thompson (dựa trên phiên bản xếp hạng trước đó của bài hát của Thompson). Bản phối lại là một bản hit toàn châu Âu và quốc tế, đứng đầu Bảng xếp hạng đĩa đơn của Đức. Anh ấy hiện đã ký hợp đồng với Universal Music. Vào tháng 7 năm 2015, anh phát hành đĩa đơn "Eagle Eyes". Năm 2017, anh hợp tác với Mike Williams để phát hành đĩa đơn "Feel Good" thông qua hãng thu âm Spinnin' Records.
Anh được cho là nổi tiếng nhất với việc phối lại bài hát "Cheerleader" của ca sĩ người Jamaica Omi. Đĩa đơn này là một bản hit quốc tế giúp anh đứng đầu ở các bảng xếp hạng ở Đức, Áo, Bỉ (Flanders và Wallonia), Canada, México, Đan Mạch, Pháp, Ireland, Hà Lan, Slovakia, Thụy Điển, Thụy Sĩ, Vương quốc Anh và Hoa Kỳ. Đó cũng là một bài hát ở đám cưới rất phổ biến ở Hoa Kỳ.
Năm 2018, NOTD và Jaehn phát hành đĩa đơn "So Close", với một video âm nhạc có sự tham gia của Camille Kostek - người xuất hiện ở trang bìa Sports Illustrated Swimsuit.

### Eff
Năm 2015, Jaehn cho ra mắt Eff, một dự án âm nhạc của bộ đôi gồm ca sĩ người Đức Mark Forster (tên thật là Mark Cwiertnia, sinh ngày 11 tháng 1 năm 1984) với vai trò hát chính và Jaehn là DJ kiêm nhà sản xuất. Hai người gặp nhau trong một sự kiện ở Viên vào năm 2015. Eff liên tưởng đến Felix và Forster. Đĩa đơn đầu tiên và duy nhất của họ mang tên Eff là "Stimme" đã đứng đầu Bảng xếp hạng Đĩa đơn của Đức trong ba tuần liên tiếp, cũng xếp hạng ở Áo và Thụy Sĩ.

## Đời sống riêng tư
Jaehn trở thành người lưỡng tính trong một cuộc phỏng vấn cho Die Zeit vào tháng 2 năm 2018. Trong cuộc phỏng vấn, anh ấy nói với Die Zeit "Đôi khi tôi quan tâm đến con gái hơn, đôi khi quan tâm đến con trai hơn".

## Danh sách đĩa nhạc
- I (2018)